# پایگاه هوایی میلتاون مال‌بی
پایگاه هوایی میلتاون مال‌بی (به انگلیسی: Milltown Malbay) یک فرودگاه است که در کشور ایرلند قرار دارد.